# Sargé-sur-Braye
 Sargé-sur-Braye  es una población y comuna francesa, en la región de Centro, departamento de Loir y Cher, en el distrito de Vendôme y cantón de Mondoubleau.

## Demografía
| 1144 | 991 | 911 | 974 | 988 | 974 |
| Para los censos de 1962 a 1999 la población legal corresponde a la población sin duplicidades (Fuente: INSEE [Consultar]) |     |     |     |     |     |